# Pilot River
Pilot River är ett vattendrag i territoriet Falklandsöarna (Storbritannien). Det ligger i den nordvästra delen av landet. Pilot River mynnar i en havsvik.